# Curling Club Dolomiti
Il Curling Club Dolomiti è una società di curling nata nel 1966 dalla fusione dei primi due club italiani di curling, il Curling Club Cristallo ed il Curling Club Miramonti. La sede sociale del Curling Club Dolomiti è presso l'Hotel Olimpia di Cortina d'Ampezzo.
Oggi è l'associazione sportiva di questa disciplina che vanta il primato di club con più titoli italiani maschili (13, più 3 femminili).
Il presidente del CC Dolomiti è Gianluca Lorenzi, figlio del presidente onorario Ivo Lorenzi, entrambi con un passato di atleti nazionali.
Il club fa parte dell'Associazione Curling Cortina (ACC), fondazione che riunisce e rappresenta i sei club di Cortina d'Ampezzo.
La squadra del Girone d'Eccellenza (Serie A) del CC Dolomiti ha inoltre rappresentato per anni la squadra nazionale. Nella sua formazione attuale vanta un atleta olimpico, Marco Mariani.

## Squadre stagione 2010/2011
- Squadra del girone d'eccellenza (serie A): Skip Giorgio Da Rin, viceskip Alessandro Zisa, second Marco Mariani, laed Elia De Pol, alternate Alberto Alverà
- Squadra junior: Skip Alberto Alverà, viceskip Guido Fassina, second Timothy Hepp, lead Matteo Bernardi, alternate Elia De Pol,

## Albo d'oro
- 1967 - Titolo Italiano Maschile
- 1969 - Titolo Italiano Maschile
- 1970 - Titolo Italiano Maschile
- 1976 - Titolo Italiano Femminile
- 1983 - Titolo Italiano Maschile
- 1994 - Titolo Italiano Maschile
- 1997 - Titolo Italiano Maschile
- 1998 - Titolo Italiano Maschile
- 1999 - Titolo Italiano Maschile
- 2000 - Titolo Italiano Maschile
- 2003 - Titolo Italiano Maschile
- 2004 - Titolo Italiano Maschile
- 2005 - Titolo Italiano Maschile
- 2006 - Titolo Italiano Maschile
- 2008 - Titolo Italiano Femminile
- 2009 - Titolo Italiano Femminile